# 사회 인식론
사회 인식론은 인간의 지식을 집단적 성취로 해석하는 인식론에서 취할 수 있는 광범위한 접근 방식을 말한다. 사회 인식론을 특징짓는 또 다른 방법은 지식이나 정보의 사회적 차원을 평가하는 것이다.
사회 인식론은 사회적 맥락에서 지식에 대한 질문을 다룬다. 즉, 개인을 서로 분리하여 조사하여 지식 귀속을 설명할 수 없는 것을 의미한다. 현대 사회 인식론에서 논의되는 가장 일반적인 주제는 증언, 의견 불일치, 집단 인식론이다. 사회 인식론은 또한 믿음의 사회적 정당성을 연구한다.
"사회 인식론"을 정의하는 데 있어 지속되는 어려움 중 하나는 이러한 맥락에서 "지식"이라는 단어가 의미하는 바를 결정하려는 시도이다. 또한 다양한 분야의 학자들이 만족할 수 있는 "사회"의 정의에 도달하는 데에도 어려움이 있다. 사회 인식론자들은 철학과 사회학에서 가장 일반적으로 인문학과 사회과학의 많은 분야에서 일하고 있을 수 있다. 전통적 및 분석적 인식론에서 뚜렷한 움직임을 표시하는 것 외에도 사회 인식론은 과학기술학(STS)의 학제간 분야와 관련이 있다.
철학과 관련하여 지식의 사회적 차원에 대한 고려는 기원전 380년에 플라톤의 대화편에도 있다. 플라톤의 대화록에는 어떤 사람이 어떤 것을 알고 있다는 다른 사람의 주장이 사실인지 여부를 조사할 수 있는지에 대한 소크라테스의 생각이 포함되어 있다. 여기에서 그는 한 분야의 전문가가 아닌 사람이 같은 분야의 전문가라는 사람의 주장에 대해 가질 수 있는 확실성의 정도에 대해 질문한다.
1936년 카를 만하임은 카를 마르크스의 이데올로기 이론(인식론의 "사회적" 측면을 정치적 또는 사회학적 성격으로 해석함)을 인간 사회가 어떻게 발전하고 기능하는지에 대한 분석으로 전환했다. 특히 이 마르크스주의적 분석은 만하임으로 하여금 지식의 고전적 사회학과 이데올로기의 구성을 조사한 이데올로기와 유토피아를 저술하도록 자극했다.
1980년대에는 증언의 인식적 가치, 전문성의 본질과 기능, 공동체 내 개인 간의 인지 노동과 자원의 적절한 분배, 집단 추론과 지식의 지위와 같은 주제에 대해 철학자들 사이에 강력한 관심이 증가했다.
1987년 철학 저널 Synthese는 이후 두 가지 다른 방향에서 인식론의 한 분야를 맡은 두 명의 저자인 앨빈 골드먼과 스티브 풀러가 포함된 사회 인식론에 대한 특별호를 발표했다.
오늘날 인식되는 사회 인식론의 출현에 동기를 부여한 지식의 기본적 관점은 1960년대 말에 인정을 받은 토머스 쿤과 미셸 푸코의 작업으로 추적될 수 있다. 둘 다 오랫동안 과학철학과 관련된 문제에 직접 역사적 관심을 가져왔다. 아마도 여기서 가장 주목할만한 문제는 쿤과 푸코 모두 상대적이고 우발적인 개념으로 묘사 한 진리의 본질이었다. 이러한 배경에서 과학지식사회학(SSK)과 과학의 역사와 철학(HPS)에서 진행 중인 연구는 그 인식론적 결과를 주장할 수 있었고, 특히 에든버러 대학교 에서 스트롱 프로그램을 확립하는 데 이바지했다.
사회 인식론 분야는 지식이 어떻게 생성되고 전파되는지에 대한 사회적 측면에 초점을 맞춘다. 이러한 사회적 측면이 정확히 무엇이고 지식을 생성, 획득 및 전파할 가능성에 유익한 영향을 미치는지 해로운 영향을 미치는지는 지속적인 논쟁의 대상이다.

## 같이 보기
- 베이즈주의 인식론
- 인식론
- 여성주의 인식론
- 지식사회학
- 사회 구성주의
- 사회철학